# Panhelenion
El Panhelenion ( en griego: Πανελλήνιον   ) o Panhelenium era una liga de ciudades-estado griegas establecida en el año 131-132 d. C. por el emperador romano Adriano mientras recorría las provincias romanas de Grecia.
Adriano era filhelénico e idealizó el pasado clásico de Grecia. El Panhelenion formaba parte de este filhelenismo y se creó, con Atenas en el centro, para intentar recrear la aparente "Grecia unificada" del siglo V a. C., cuando los griegos se enfrentaron al enemigo persa.
El Panhelenion era principalmente una organización religiosa, y la mayoría de los hechos de la institución que tenemos se relacionan con su propio autogobierno. La admisión al Panhelenion estaba sujeta al escrutinio de la ascendencia helénica de una ciudad.
Sin embargo, la lucha entre los delegados convirtió al Panhellenion en una institución como la Liga de Delos del siglo V a. C. (que hasta cierto punto estaba emulando) y el Panhelenion no sobrevivió en ningún sentido real después de la muerte de Adriano.
En 137 d. C., los Juegos Panhelénicos se llevaron a cabo en Atenas como parte del ideal del panhelenismo y se remonta al Festival Panatenaico del siglo V.
De las inscripciones encontradas, las ciudades miembro incluían Atenas, Mégara, Esparta, Calcis, Argos, Acrefias, Epidauro, Anficlea, Metana, Corinto, Hipata, Demetríade, Salónica, Magnesia del Meandro, Eumeneia, así como las ciudades de Creta.
El nombre fue revivido por el primer gobernador de la Grecia moderna, Ioannis Kapodistrias, para un cuerpo asesor de corta duración en 1828.